# Кук, Барбара
Барбара Кук (англ. Barbara Cook, 25 октября 1927 — 8 августа 2017) — американская певица и актриса, обладательница премий «Тони», «Грэмми» и «Драма Деск», которая достигла широкого признания за свои выступления в бродвейских мюзиклах.
Кук начала карьеру в пятидесятых в оригинальных версиях постановок Candide (1956) и The Music Man (1957), а после продолжала оставаться одной из ведущих актрис на сцене. Она также выступала в кабере и давала сольные концерты. В 2011 году она была введена в «Зал славы Кеннеди».
Скончалась от дыхательной недостаточности в своём доме на Манхэттене 8 августа 2017 года в возрасте 89 лет. На следующий день, 9 августа, огни театров Бродвея были выключены на одну минуты в дань памяти Барбары Кук.

## Дискография
Соло

- Songs of Perfect Propriety (1958)
- Barbara Cook Sings rom the Heart — [The Best of Rodgers and Hart] (1959)[8]
- At Carnegie Hall (1975)
- As Of Today (1977)
- It’s Better With a Band (1981)
- The Disney Album (1988)
- Dorothy Fields: Close as Pages in a Book (1993)
- Live from London (1994)
- Oscar Winners: The Lyrics of Oscar Hammerstein II (1997)
- All I Ask of You (1999)
- The Champion Season: A Salute to Gower Champion (1999)
- Have Yourself a Merry Little Christmas (2000)
- Sings Mostly Sondheim: Live at Carnegie Hall (2001)
- Count Your Blessings (2003) — Grammy Award nominee (Best Traditional Pop Vocal Album)
- Barbara Cook’s Broadway! (2004)
- Tribute (2005)
- Barbara Cook at The Met (2006)
- No One Is Alone (2007)
- Rainbow Round My Shoulder (2008)

Концертные записи
- Flahooley (1951)
- Plain and Fancy (1955)
- Candide (1956)
- The Music Man (1957) — Grammy Award winner (Best Original Cast Album)[9]
- Hansel and Gretel (Television Soundtrack, 1958)
- The Gay Life (1961)
- Show Boat (Studio Cast, 1962)
- She Loves Me (1963) — Grammy Award winner (Best Score From An Original Cast Show Album)[10]
- The King and I (Studio Cast, 1964)
- Show Boat (Lincoln Center Cast, 1966)
- The Grass Harp (1971)
- The Grass Grows Green (1972)
- Follies in Concert (1985)
- The Secret Garden (World Premiere Recording, 1986)
- Carousel (Studio Cast, 1987)
- Thumbelina  (Motion Picture Soundtrack, 1994)
- Lucky in the Rain (2000)
- Sondheim on Sondheim (2010)

Сборники
- The Broadway Years: Till There Was You (1995)
- Legends of Broadway—Barbara Cook (2006)
- The Essential Barbara Cook Collection (2009)